# 甲级战犯合祀问题
甲级战犯合祀问题（日语：A級戦犯合祀問題/えーきゅうせんぱんごうしもんだい）是指第二次世界大战后，在远东国际军事法庭（东京审判）中，于拘禁中死亡、被执行死刑或在服刑期间死亡的人，被作为靖国神社的祭神合祀所引发的争议。

## 问题背景
在第二次世界大战后的远东国际军事法庭中被处刑的人员（特别是甲级战犯，其中包括判决前死亡的人员，依法应享有无罪推定，如松冈洋右；以及判决后狱中病逝者如白鸟敏夫）于1978年（昭和53年）10月17日被靖国神社作为“昭和殉难者”合祀。《朝日新闻》于1979年（昭和54年）4月19日首次报道此事，成为全国关注焦点。
靖国神社曾在战前被指出被军事主义利用，而如今以“昭和殉难者”之名合祀甲级战犯，引发质疑。有观点认为这违背了1995年（平成7年）8月15日村山富市首相发表的村山谈话中所体现的日本政府立场，即“对殖民统治与侵略给许多国家尤其是亚洲国家造成巨大损害和痛苦表示反省和歉意”。尽管靖国神社并非国家机关，而是宗教法人，未有义务遵守政府立场，但政府高官参拜靖国神社被认为可能与政府表态相矛盾。
即使不质疑靖国神社本身，也有人认为本应祭祀战殁者的靖国神社不应合祀如东条英机等战争责任者（据称昭和天皇也持此立场，详见后述）。
此外，天皇最后一次参拜靖国神社是在1975年（昭和50年）11月21日。虽然合祀是在三年后，但据认为昭和天皇对此合祀感到不快，因而停止参拜。
另有约1,000名因乙丙级战争罪在战后各地审判中被定罪及处刑者，也被靖国神社以“昭和殉难者”名义合祀。

## 天皇停止参拜
战后昭和天皇曾八次参拜靖国神社，但1975年11月21日之后再未参拜。在他在位期间，其子明仁天皇亦未曾亲自参拜。原因包括：一是昭和天皇对合祀甲级战犯感到不悦；二是当时首相三木武夫在“终战纪念日”参拜后称“是以私人身份前往”，此言论引发讨论。
2006年7月20日，《日本经济新闻》头版披露一份由前宫内厅长官富田朝彦所写的“富田笔记”，记录了昭和天皇表达对松冈洋右和白鸟敏夫被合祀的不满。此记录由富田家属保管，以下为节录内容：
筑波当时采取了慎重应对，我听说了。

不知松平的儿子现在作为宫司是怎么想的，竟然轻易就决定了。

我一直认为松平老先生是和平主义者，子不如父。

“松冈”为前外相松冈洋右，“白鸟”为前驻意大利大使白鸟敏夫；“筑波”是前靖国神社宫司筑波藤麿；“松平的儿子”即指1978年做出合祀决定的宫司松平永芳。
昭和天皇虽未承认东京审判的正当性，但他在道义上区分了战争策动者与未能阻止战争者，尤其批评了松冈与白鸟。因此其笔记未提及东条英机，显示对不同责任人的态度差异。
昭和天皇并非厌恶所有13名甲级战犯，而是对松冈、白鸟被合祀深感愤怒，认为其缺乏道德反省，违背了其重建国家的信念。

### 卜部亮吾侍从日记
《朝日新闻》2007年4月26日报道了前侍从卜部亮吾日记内容，显示昭和天皇确因甲级战犯合祀而停止参拜。这一点后续由《读卖新闻》《每日新闻》《日本经济新闻》等主要媒体报道确认，日记中包括：
- 1988年4月28日：“因为有召见去了吹上，长官拜见后提到靖国合祀与中国批评、奥野言论。”
- 2001年7月31日：“停止靖国参拜的直接原因是对甲级战犯合祀的不悦。”
- 2001年8月15日：“合祀后天皇陛下停止参拜，接受合祀的宫司松平永芳是个大傻瓜。”

### 富田笔记研究委员会的最终报告
关于“富田笔记”（日记、手帐），日本经济新闻社设立的、以社外专家为主构成的“富田笔记研究委员会”于2007年4月30日公布了最终报告（以下引文均引自该报道）。
该委员会自2006年（平成18年）10月起召开了11次会议，全面检证了该笔记。报告指出：“与过去较多公开的侍从记录不同，此为宫内厅最高负责人留下的少数记录，是研究昭和历史的重要史料。”尤其对2006年7月日本经济新闻报道的昭和天皇不满甲级战犯合祀一事，委员会指出：“与其他史料、记录相互比对后，事实一致，不存在其他解释可能。”

尽管如冈崎久彦等人曾质疑笔记的真实性，认为昭和天皇曾说“对盟国是战犯，对日本则是忠臣”，但自该最终报告后几乎不再有人质疑其真实性。
。
报告还发现，昭和天皇在1988年（昭和63年）5月20日曾表示，“违背明治天皇设立神社时的本意会令人困扰”，委员会认为“昭和天皇可能认为靖国神社的合祀方针已背离了其设立初衷”。
目前“富田笔记”正在由富田家考虑向公立机构寄存。

## 合祀的甲级（及乙丙级）战犯
以下为靖国神社合祀的13名甲级（及乙丙级）战犯名单（注：松井石根被以乙丙级罪行起诉并判刑，技术上非“甲级战犯”）。
- 下表中“姓名”按日文五十音排序。“被处死/病死”栏排序后可恢复原始顺序。“去世时年齢”为周岁。

| 姓名       | 所属 / 军衔        | 职位 / 地位                        | 判决         | 死因       | 去世日期       | 去世时年龄 |
| ---------- | ------------------ | ---------------------------------- | ------------ | ---------- | -------------- | ---------- |
| 东条英机   | 陆军大将           | 内阁总理大臣、陆军大臣             | 绞刑         | 被处死     | 1948年12月23日 | 64岁       |
| 广田弘毅   | （外交官）         | 内阁总理大臣、外务大臣、驻苏联大使 | 绞刑         | 被处死     | 1948年12月23日 | 71岁       |
| 土肥原贤二 | 陆军大将           | 奉天特务机关长                     | 绞刑         | 被处死     | 1948年12月23日 | 65岁       |
| 板垣征四郎 | 陆军大将           | 中国派遣军总参谋长                 | 绞刑         | 被处死     | 1948年12月23日 | 63岁       |
| 木村兵太郎 | 陆军大将           | 缅甸方面军司令官                   | 绞刑         | 被处死     | 1948年12月23日 | 60岁       |
| 松井石根   | 陆军大将           | 华中方面军司令官                   | 绞刑         | 被处死     | 1948年12月23日 | 70岁       |
| 武藤章     | 陆军中将           | 陆军省军务局长                     | 绞刑         | 被处死     | 1948年12月23日 | 56岁       |
| 白鸟敏夫   | （外交官）         | 驻意大利大使                       | 无期徒刑     | 服刑中病死 | 1949年6月3日   | 61岁       |
| 小矶国昭   | 陆军大将           | 内阁总理大臣、朝鲜总督             | 无期徒刑     | 服刑中病死 | 1950年11月3日  | 69岁       |
| 梅津美治郎 | 陆军大将           | 关东军司令官、参谋总长             | 无期徒刑     | 服刑中病死 | 1949年1月8日   | 67岁       |
| 东乡茂德   | （外交官）         | 外务大臣、驻德国／驻苏联大使       | 有期徒刑20年 | 服刑中病死 | 1950年7月23日  | 67岁       |
| 永野修身   | 海军元帅、海军大将 | 海军大臣、军令部总长               | ―            | 判决前病死 | 1947年1月5日   | 64岁       |
| 松冈洋右   | （外交官）         | 外务大臣、南满洲铁道总裁           | ―            | 判决前病死 | 1946年6月27日  | 66岁       |

## 脚注
1. ↑  《毎日新聞》2004年12月29日
2. ↑  伊藤之雄 2011，第533頁.
3. ↑  伊藤之雄 2011，第534頁.